# نبرد آنگولپو
نبرد آنگولپو (انگلیسی: Battle of Angolpo) یکی از نبردهای دریاسالار یی سون شین است.